# Atrycja
Atrycja (ang. attrition) – postępujące z wiekiem zużycie twardych tkanek zęba w następstwie kontaktu zęba z zębem, bez interwencji obcych substancji. Atrycja występuje podczas zaciskania zębów, a powstająca destrukcja manifestuje się na powierzchniach żujących i siecznych oraz stycznych. Może być fizjologiczna lub patologiczna.
Rocznie w zębach stałych człowiek traci w wyniku fizjologicznej atrycji około 20–30 μm szkliwa.
Fizjologiczna atrycja najlepiej widoczna jest w zębach mlecznych i stałych u osób w podeszłym wieku. Starcia występują na guzkach zębów przedtrzonowych i trzonowych oraz na brzegach siecznych siekaczy. Starcie to odpowiada ułożeniu zębów przeciwstawnych.
Patologiczna atrycja występuje w przebiegu choroby zwanej bruksizmem (może być ekscentryczny jak i koncentryczny), a także w przypadku "prymitywnej diety" czy np. ciągłego żucia (gumy, tabaki).
Utrata tkanek zęba wskutek tarcia materiałami innymi niż same zęby jest nazywana abrazją.